# Albert Géloso
Pour les articles homonymes, voir Geloso.
Albert Bonaventure Louis François Frédéric Pierre Denis Pie Géloso est un violoniste français d'origine italienne, né le 11 juillet 1863 à Madrid et mort le 23 février 1916 à Paris.

## Biographie
Albert Géloso est le fils de François Géloso (1826-1905), artiste peintre, et de Pénélope Assunta Genovieva Bigazzi, pianiste.
Elève de Joseph Massart et Hippolyte Beaudoin, il obtient le second prix de violon en 1881 et le premier prix en 1883.
Peu après, il devient premier violon solo dans l'Orchestre Lamoureux et joue aussi aux Concerts Berlioz.
Il intègre le quatuor de la Fondation Beethoven, qui prend rapidement le nom de Quatuor Géloso[source insuffisante], avec Blotte, Bloch, Bailly, et Jules Griset, dit Tergis, rejoint plus tard par Monteux.
À partir de 1895, il est membre du jury du Conservatoire.
En 1898, il crée la pièce Papillon, Op. 77 de Gabriel Fauré aux concerts Ambigu. 
En 1899, il crée le Poème pour orchestre et violon principal de Henri Lutz à l'église Sainte-Cécile de Bordeaux à Paris.  
Il dispense des cours à son domicile de la rue des Ternes.
Il est nommé Chevalier de la Légion d'Honneur en 1900.
Son frère Césare Déogracias Raymond Géloso, pianiste et compositeur, accompagne très souvent le quatuor Géloso.
Il épouse Gabrielle Tessier le 12 juin 1890, dans le 16e arrondissement de Paris, avec pour témoins Charles Lamoureux et Antoine-François Marmontel. Il meurt à son domicile de la Rue du Mont-Dore le 23 février 1916 à l'âge de 52 ans.